# 婚姻挤压
婚姻挤压是指一國或一個地區處於适婚年龄的男女人數之間的不平衡的现象，即適婚男女中男多女少或女多男少。婚姻挤压的產生與人類性別比失衡、两性死亡率差异、重男轻女等原因有關:65－66。学术上，关于婚姻挤压的概念最初來源自人們對1960年代美国适婚年龄男女婚姻狀況的研究。

## 各国情况

### 美国
在美国，与白人和西班牙裔妇女相比，黑人妇女结婚较晚，有的甚至沒有结婚，而且婚姻不稳定比率也较高。根据约会服务机构的数据，在美国，非裔妇女最沒有吸引力。2010年的人口普查数据表明，在美国，24%的男性黑人的妻子為其他種族的女性，而只有9%的女性黑人的丈夫為其他種族的男性。在英国也存在类似的现象。亚裔美国人的性别不平衡情况则截然不同，在亚裔美国人中，女性與其他種族男性結婚的概率要高於男性與其他種族的女性結婚概率。

### 中国
中国社会长期存在重男轻女的男性偏好，人口男多女少。而宋朝以来社会鼓励女性守贞、不改嫁、殉夫的风俗，以及上层社会的一夫多妻制进一步挤压底层男性结婚的可能性。明清时男性失婚，已成为社会和政府关注的问题。根據现代研究者引用的数据，十八世纪的中国，全国25岁以上男性未婚比例为15.37%。福建、浙江、江苏、江西等省超过25%。1800年左右的辽宁地区，30岁男性未婚比例超过20%，40至50岁男性单身比例超过15%:78－79。
中华人民共和国建国后，实行一夫一妻制，同时社会习俗已不鼓励女性守贞、殉夫，亦可自主选择再婚。但目前，中国与另一个人口大国印度同样處於适婚年龄的男性多于女性的困境。中国在1979年出台了严格的独生子女政策，目的是降低出生率，但这种政策却强化了本已根深柢固的重男轻女观念。中国人口因此长期处于新生兒性别比、婴幼儿死亡率严重失衡的困境:78。由此产生的婚姻挤压与人口老龄化，是当代中国“最严峻的人口问题之一”:65－66。
2021年，北京晚報旗下的北晚新視覺網引述中國人民大學人口學系主任楊凡的話表示，男性找不到配偶的現象通常在農村偏遠地區比較明顯。北京大學人口研究所教授穆光宗表示，大城市可婚人口中大齡未婚女性較多。